# Ottleya strigosa
Ottleya strigosa är en ärtväxtart som först beskrevs av Thomas Nuttall, och fick sitt nu gällande namn av Dmitry Dmitrievich Sokoloff. Ottleya strigosa ingår i släktet Ottleya och familjen ärtväxter. Inga underarter finns listade i Catalogue of Life.